# 劉城 (景泰舉人)
劉城（15世紀—1488年），字廷高，江西饒州府鄱陽縣人，明朝政治人物。

## 生平
劉城是景泰七年（1456年）丙子科江西鄉試舉人，天順八年（1464年）授貴州道監察御史，負責直隸山東河南馬政，巡按鳳陽陝西，督餉貴州均有名聲，成化九年（1473年）陞福建按察司副使，當時上杭縣盜起，朝廷詔令起用高明為福建巡撫前往清剿，高明因患病而把軍務交給劉城負責，擒獲並誅殺寇盜首領，解散被脅從者，向朝廷請立巡司，析上杭縣置永定縣，提拔縣內優秀士子為生員，次者則充任吏員。高明上表其功績，十八年（1482年）陞福建按察使，二十二年（1486年）陞廣西右布政使，二十三年（1487年）正月任都察院右副都御史、巡撫河南，同年九月引疾辭任巡撫，河南人民哭著送別，弘治元年（1488年）去世，朝廷賜祭葬，入祀鄉賢祠。

## 引用
1. 1 2  同治《鄱陽縣志·卷十·人物志一》：劉城，字廷高，父烈永樂庚子鄉舉……城少磊落有大志，景泰間順天鄉薦，選授監察御史，俵馬直隸山東河南，巡按鳳陽陝西，督餉貴州咸著風，遷福建副使，上杭盜起，詔起都御史高明勦之，高輿疾以兵事屬城，城深入大捷，梟渠魁，散脅從，請立巡司，又擇其秀者充生員，次充吏使，漸染於化，高備疏其績，厯陞按察使、廣西右布政使、右副都御史巡撫河南，卒於官，中州士民號送，賜祭葬如似例，郡志載祀鄉賢。
2. ↑  同治《鄱陽縣志·卷八·選舉志一》：舉人 明……景泰七年丙子科……劉城 字廷高，厯官廣西布政使、右副都御史，有傳
3. ↑  《明憲宗純皇帝實錄·卷十二》：（天順八年十二月乙巳）擢理刑進士閔珪、楊琅、胡深、丁川、李進、劉餘慶、愽實、姚綬、鄭銘，監生劉城、康永韶俱為監察御史，珪山東道，琅、深、永、韶河南道，進四川道，餘慶浙江道，實陝西道，綬廣東道，銘福建道，城、川貴州道。
4. ↑  《明憲宗純皇帝實錄·卷一百十四》：（成化九年三月）壬子陞監察御史劉城為福建按察司副使。
5. ↑  《明憲宗純皇帝實錄·卷二百二十九》：（成化十八年七月）己丑陞福建按察司副使劉城為按察使……
6. ↑  《明憲宗純皇帝實錄·卷二百八十六》：（成化二十三年正月戊辰）陞陝西左布政使吳檟、廣西左布政使孔鏞、雲南左布政使羅明、廣西右布政使劉城、大理寺右少卿張錦俱為都察院右副都御史，檟巡撫湖廣，鏞貴州，明甘肅，城河南，錦宣府……